# My Little Bride
My Little Bride (어린신부) ist ein südkoreanischer Spielfilm aus dem Jahr 2004.

## Inhalt
Die 15-jährige Schülerin Bo-eun und der ältere Studienabsolvent Sang-min kennen sich seit ihrer Kindheit. Während Bo-eun mit den täglichen Problemen einer High-School-Schülerin zu kämpfen hat, genießt Sang-min das Leben in vollen Zügen. Eines Tages bittet Bo-euns Großvater die beiden, ein Versprechen zu erfüllen, das er Sang-mins Großvater im Koreakrieg gegeben hatte: durch eine Heirat eine verwandtschaftliche Beziehung zu schaffen. Nach langem Zögern beschließen sie, seinen vielleicht letzten Wunsch zu erfüllen.
Aufgrund ihres Alters hält Bo-eun die Ehe weitgehend geheim und betrachtet Sang-min wie einen großen Bruder. Sang-min kommt anfangs auch nicht klar mit der Vorstellung, dass ihm die ganzen heißen Mädchen durch die Finger gehen. Aber schnell vergisst er die Gedanken und hegt „romantische“ Gefühle für sie, die aber nicht so recht erkennbar sind, da er als perverser Schürzenjäger gilt, so ist auch Bo-eun nicht sicher vor ihm.
Bo-eun fängt noch am ersten Tag ihrer Flitterwochen eine Romanze mit Jung-woo an, dem beliebtesten Jungen an der Schule, was Sang-min bald erfährt. Beide Ehepartner fühlen sich aber im Grunde auch nicht besonders gegenseitig verpflichtet, aber da sie zusammen unter einem Dach sind, müssen sie miteinander klarkommen. Umso schwerer wird es, als Sang-min für ein Studienpraktikum zufälligerweise als Lehrer in Bo-euns Schule angenommen wird.
Nach und nach merkt Bo-eun, dass sie zu selbstsüchtig war und Sang-mins Gefühle ignoriert hat. Sang-min möchte Bo-eun keine Schwierigkeiten machen und ihr Glück der High-School-Zeit nicht verderben und sie ihre Kindlichkeit genießen. Beim Schul-Festival kommen sich die beiden endlich näher. Bo-eun weiß nun, dass sie kein Kind mehr ist, und erkennt erst jetzt Sang-mins Gefühle und was Ehe bedeutet.

## Kritiken
Joon Soh kritisiert in der Korea Times, dass ältere Zuschauer das Fehlen eines „echten Plots“ stören dürfte, aber jüngere Zuschauer, insbesondere die Fans der Hauptdarsteller, wahrscheinlich mit dem Film glücklich werden dürften. In seiner Rezension in der Variety weist Derek Elley auf die Ähnlichkeit zum Hongkong-Film My Wife Is 18 von 2002 hin.

## Hintergrundinformationen
Der Film kam am 2. April 2004 in die südkoreanischen Kinos und hatte am 13. Mai 2004 ein Screening auf dem Marché du film in Cannes.